# 阿普塔基西克 (伊利諾伊州)
阿普塔基西克（英語：Aptakisic）是位於美國伊利諾伊州萊克縣的一個人口普查指定地區。

## 地理
阿普塔基西克的座標為42°10′57″N 87°56′50″W / 42.18250°N 87.94722°W，而該地最高點為海拔高度209米（即686英尺）。

## 人口
根據2010年美國人口普查的數據，阿普塔基西克的面積為5.00平方千米，當中陸地面積為5.00平方千米，而水域面積為5.00平方千米。當地共有人口500人，而人口密度為每平方千米100人。